# THE IDOLM@STER SideM 2nd ANNIVERSARY DISC
「THE IDOLM@STER SideM 2nd ANNIVERSARY DISC」（アイドルマスター サイドエム セカンドアニバーサリーディスク）は、2016年7月13日からリリースされたキャラクターソングCDシリーズ。
本項では「THE IDOLM@STER SideM 3rd ANNIVERSARY DISC」以降の周年CDシリーズについても同時に記載する。

## 概要
Mobageのソーシャルゲーム「アイドルマスター SideM」のキャラクターソングCDシリーズ。
1stライブ「THE IDOLM@STER SideM 1st STAGE〜ST@RTING!〜」に出演した6組のユニットによる、ユニット超えのコラボレーションCDシリーズ。それぞれのユニットの新曲1曲ずつとコラボレーション楽曲1曲を収録。発売元はランティス。
2017年2月17日には、同シリーズで収録された楽曲のソロバージョンを収録した「THE IDOLM@STER SideM 2nd ANNIVERSARY SOLO COLLECTION」が3月21日まで限定販売された。それに先立つ2月10日の2ndライブ「THE IDOLM@STER SideM 2nd STAGE〜ORIGINAL ST@RS〜」会場で、同CDが先行販売された。
2018年1月からは3周年を記念した「3rd ANNIVERSARY DISC」シリーズが展開。「2nd ANNIVERSARY DISC」に出演していない9組のユニットが登場している。その後も周年ごとに「ANNIVERSARY DISC」シリーズが展開されている。

## 2nd ANNIVERSARY DISC

### 01 DRAMATIC STARS & High×Joker
2016年7月13日発売。DRAMATIC STARSとHigh×JokerのコラボレーションCD。
収録曲
1. 夜空を煌めく星のように
歌：DRAMATIC STARS[メンバー 1] & High×Joker[メンバー 2]
作詞：結城アイラ、作曲：桑原聖（Arte Refact）、編曲：酒井拓也（Arte Refact）
2. MOON NIGHTのせいにして
歌：DRAMATIC STARS
作詞：結城アイラ、作曲：本多友紀（Arte Refact）、編曲：酒井拓也（Arte Refact）
3. OUR SONG -それは世界でひとつだけ-
歌：High×Joker
作詞：結城アイラ、作曲・編曲：本田光史郎

### 02 Beit & S.E.M
2016年8月31日発売。BeitとS.E.MのコラボレーションCD。
収録曲
1. エウレカダイアリー
歌：Beit[メンバー 3] & S.E.M[メンバー 4]
作詞：真崎エリカ、作曲・編曲：本多友紀（Arte Refact）
2. Fun! Fun! Festa!
歌：Beit
作詞：真崎エリカ、作曲・編曲：矢鴇つかさ（Arte Refact）
3. サ・ヨ・ナ・ラ Summer Holiday
歌：S.E.M
作詞：松井洋平、作曲・編曲：伊藤賢

### 03 Jupiter & W
2016年10月5日発売。JupiterとWのコラボレーションCD。
収録曲
1. カレイド TOURHYTHM
歌：Jupiter[メンバー 5] & W[メンバー 6]
作詞：真崎エリカ、作曲：徳田光希、編曲：中土智博
2. GLORIA MOMENT
歌：Jupiter
作詞：真崎エリカ、作曲・編曲：中土智博
3. LEADING YOUR DREAM
歌：W
作詞：結城アイラ、作曲：徳田光希、編曲：遠藤直弥

## 3rd ANNIVERSARY DISC

### 01 Café Parade & Altessimo & Legenders
2018年1月17日発売。Café Parade、Altessimo、LegendersのコラボレーションCD。
収録曲
1. Reversed Masquerade
歌：Café Parade[メンバー 7]
作詞：松井洋平、作曲・編曲：本田友紀（Arte Refact）
2. Tone's Destiny
歌：Altessimo[メンバー 8]
作詞：真崎エリカ、作曲：小高光太郎・UiNA、編曲：小高光太郎・石倉誉之
3. Symphonic Brave
歌：Legenders[メンバー 9]
作詞：松井洋平、作曲・編曲：山本恭平（Arte Refact）
4. Eternal Fantasia
歌：Café Parade & Altessimo & Legenders
作詞：松井洋平、作曲：小高光太郎・UiNA　編曲：小高光太郎・廣澤優也

### 02 FRAME & もふもふえん & F-LAGS
2018年2月14日発売。FRAME、もふもふえん、F-LAGSのコラボレーションCD。
1. Swing Your Leaves
歌：FRAME[メンバー 10]
作詞：真崎エリカ、作曲・編曲：田中俊亮
2. 伝えたいのはこんなきもち
歌：もふもふえん[メンバー 11]
作詞：真崎エリカ、作曲：原田篤 (Arte Refact)、編曲：脇眞富 (Arte Refact)
3. ♡Cupids!
歌：F-LAGS[メンバー 12]
作詞：結城アイラ、作曲・編曲：山元祐介
  - 読みは「ラブキューピッズ」。
4. Compass Gripper!!!
歌：FRAME & もふもふえん & F-LAGS
作詞：真崎エリカ、作曲・編曲：中土智博

### 03 彩 & 神速一魂 & THE 虎牙道
2018年3月21日発売。彩、神速一魂、THE 虎牙道のコラボレーションCD。
1. 桜彩
歌：彩[メンバー 13]
作詞：松井洋平、作曲：夜兎、小高光太郎、編曲：ラムシーニ、小高光太郎
  - 読みは「さくらいろ」。
2. RIGHT WAY, SOUL MATE
歌：神速一魂[メンバー 14]
作詞：松井洋平、作曲：清水昭男、編曲：清水昭男、山下洋介
3. RAY OF LIGHT
歌：THE 虎牙道[メンバー 15]
作詞：結城アイラ、作編曲：矢鴇つかさ（Arte Refact）
4. 笑顔の祭りにゃ、福来る
歌：彩 & 神速一魂 & THE 虎牙道
作詞：結城アイラ、作曲：本多友紀（Arte Refact）、編曲：山本恭平（Arte Refact）

## 4th ANNIVERSARY DISC「LIVE in your SMILE / DREAM JOURNEY」
2019年5月10日に行われた『THE IDOLM@STER SideM 4th STAGE 〜TRE@SURE GATE〜』会場で販売。「ANNIVERSARY DISC」シリーズでは唯一のライブ会場限定販売。
1. LIVE in your SMILE
歌：Altessimo[メンバー 8]、W[メンバー 6]、FRAME[メンバー 10]、彩[メンバー 13]、神速一魂[メンバー 14]、S.E.M[メンバー 4]、THE 虎牙道[メンバー 15]、Legenders[メンバー 9]
作詞：真崎エリカ、作曲・編曲：KOHTA YAMAMOTO
2. DREAM JOURNEY
歌：DRAMATIC STARS[メンバー 1]、Jupiter[メンバー 5]、Beit[メンバー 3]、High×Joker[メンバー 2]、Café Parade[メンバー 7]、もふもふえん[メンバー 11]、F-LAGS[メンバー 12]
作詞：松井洋平、作曲・編曲：遠藤直弥
3. LIVE in your SMILE（Off Vocal）
4. DREAM JOURNEY（Off Vocal）

## 5th ANNIVERSARY DISC

### 01 PRIDE STAR
2019年12月18日発売。全体曲「PRIDE STAR」の他、既存曲の46人バージョンを収録。「Beyond The Dream」以外の46人Ver.は初収録となる。
収録曲
歌：315 ALLSTARS
1. PRIDE STAR
作詞：BNSI(柿埜嘉奈子)、作曲・編曲：本多友紀(Arte Refact)
2. DRIVE A LIVE
作詞・作曲：BNSI（柿埜嘉奈子）、編曲：滝澤俊輔（TRYTONELABO）
3. Beyond The Dream
作詞：BNSI（柿埜嘉奈子）、作曲・編曲：EFFY
4. Reason!!
作詞：松井洋平、作曲・編曲：EFFY
5. GLORIOUS RO@D
作詞：松井洋平、作曲・編曲：渡辺拓也
6. PRIDE STAR（Off Vocal）

### 02 DRAMATIC STARS&神速一魂&F-LAGS
2020年1月22日発売。DRAMATIC STARS、神速一魂、F-LAGSのコラボレーションCD。
収録曲
1. ASTERISK
歌：DRAMATIC STARS[メンバー 1]
作詞：松井洋平　作曲・編曲：武田将弥 (Dream Monster)
2. オモイノウタ
歌：神速一魂[メンバー 14]
作詞：結城アイラ　作曲・編曲：白戸佑輔 (Dream Monster)
3. Waving FLAGS
歌：F-LAGS[メンバー 12]
作詞：結城アイラ　作曲：酒井拓也 (Arte Refact)　編曲：大熊淳生 (Arte Refact)
4. Fine Day！ Find Way！
歌：DRAMATIC STARS & 神速一魂 & F-LAGS
作詞：松井洋平　作曲：光増ハジメ　編曲：EFFY

### 03 W&Café Parade&もふもふえん
2020年2月19日発売。W、Café Parade、もふもふえんのコラボレーションCD。
収録曲
1. Great Sympathy
歌：W[メンバー 6]
作詞：結城アイラ、作曲・編曲：本多友紀（Arte Refact）
2. Present For You!!!!! ~A day in the café~
歌：Café Parade[メンバー 7]
作詞：松井洋平、作曲・編曲：桑原佑介
3. はんどめいど・きみはーと！
歌：もふもふえん[メンバー 11]
作詞：真崎エリカ、作曲・編曲：桑原佑介
4. ミュージアムジカ
歌：W＆Café Parade＆もふもふえん
作詞：真崎エリカ、作曲・編曲：本田光史郎

### 04 FRAME&S.E.M&Legenders
2020年3月18日発売。FRAME、S.E.M、LegendersのコラボレーションCD。
収録曲
1. スリーブレス
歌：FRAME[メンバー 10]
作詞：真崎エリカ、作曲：金子雄紀、編曲：安岡洋一郎
2. √EVOLUTION
歌：S.E.M[メンバー 4]
作詞：松井洋平、作曲・編曲：折倉俊則
  - 読みは「ルートエボリューション」。
3. Make New Legend
歌：Legenders[メンバー 9]
作詞：松井洋平、作曲・編曲：本多友紀 (Arte Refact)
4. Bet your intuition!
歌：FRAME & S.E.M & Legenders
作詞：結城アイラ、作曲・編曲：三好啓太

### 05 Altessimo&彩&High×Joker
2020年4月22日発売。Altessimo、彩、High×JokerのコラボレーションCD。
収録曲
1. mermaid fermata
歌：Altessimo[メンバー 8]
作詞：真崎エリカ、作曲：小高光太郎・UiNA、編曲：矢野達也・小高光太郎
2. 祝彩！
歌：彩[メンバー 13]
作詞：松井洋平、作曲・編曲：山本恭平(Arte Refact)
3. SEASON IN THE FIVE
歌：High×Joker[メンバー 2]
作詞：結城アイラ、作曲・編曲：アッシュ井上(Dream Monster)
4. Singing Explorers
歌：Altessimo & 彩 & High×Joker
作詞：松井洋平、作曲：武田将弥(Dream Monster)、編曲：武田将弥(Dream Monster)・椿山日南子(Dream Monster)

### 06 Jupiter&Beit&THE 虎牙道
2020年8月5日発売。当初は2020年5月20日発売予定であったが、新型コロナウイルスによる緊急事態宣言を受け、発売延期された。Jupiter、Beit、THE 虎牙道のコラボレーションCD。
収録曲
1. 運命光年
歌：Jupiter[メンバー 5]
作詞：真崎エリカ、作曲：Ryu、編曲：日置江佑一朗
2. Avenue Illusion!
歌：Beit[メンバー 3]
作詞：真崎エリカ、作曲・編曲：山口朗彦
3. PROOF OF ONESELF
歌：THE 虎牙道[メンバー 15]
作詞：結城アイラ、作曲・編曲：中野領太
4. いつかのトライアングル
歌：Jupiter & Beit & THE 虎牙道
作詞：結城アイラ、作曲・編曲：山口朗彦

## ソロ・リミックス盤
ライブイベントの物販商品として限定販売される、シリーズに収録されたユニット曲のソロ・リミックスを収録したCD。

### THE IDOLM@STER SideM 2nd ANNIVERSARY SOLO COLLECTION
『THE IDOLM@STER SideM 2nd STAGE ～ORIGIN@L STARS～』（2017年2月開催）会場限定CD。「2nd ANNIVERSARY DISC」で収録された楽曲のソロバージョンを収録したアルバム。
Disc1
1. MOON NIGHTのせいにして（天道輝 ソロVer.）
歌：天道輝（仲村宗悟）
2. MOON NIGHTのせいにして（桜庭薫 ソロVer.）
歌：桜庭薫（内田雄馬）
3. MOON NIGHTのせいにして（柏木翼 ソロVer.）
歌：柏木翼（八代拓）
4. Fun! Fun! Festa!（鷹城恭二 ソロVer.）
歌：鷹城恭二（梅原裕一郎）
5. Fun! Fun! Festa!（ピエール ソロVer.）
歌：ピエール（堀江瞬）
6. Fun! Fun! Festa!（渡辺みのり ソロVer.）
歌：渡辺みのり（高塚智人）
7. GLORIA MOMENT（天ヶ瀬冬馬 ソロVer.）
歌：天ヶ瀬冬馬（寺島拓篤）
8. GLORIA MOMENT（伊集院北斗 ソロVer.）
歌：伊集院北斗（神原大地）
9. GLORIA MOMENT（御手洗翔太 ソロVer.）
歌：御手洗翔太（松岡禎丞）

Disc2
1. OUR SONG -それは世界でひとつだけ-（伊瀬谷四季 ソロVer.）
歌：伊瀬谷四季（野上翔）
2. OUR SONG -それは世界でひとつだけ-（秋山隼人 ソロVer.）
歌：秋山隼人（千葉翔也）
3. OUR SONG -それは世界でひとつだけ-（若里春名 ソロVer.）
歌：若里春名（白井悠介）
4. OUR SONG -それは世界でひとつだけ-（冬美旬 ソロVer.）
歌：冬美旬（永塚拓馬）
5. OUR SONG -それは世界でひとつだけ-（榊夏来 ソロVer.）
歌：榊夏来（渡辺紘）
6. サ・ヨ・ナ・ラ Summer Holiday（硲道夫 ソロVer.）
歌：硲道夫（伊東健人）
7. サ・ヨ・ナ・ラ Summer Holiday（舞田類 ソロVer.）
歌：舞田類（榎木淳弥）
8. サ・ヨ・ナ・ラ Summer Holiday（山下次郎 ソロVer.）
歌：山下次郎（中島ヨシキ）
9. LEADING YOUR DREAM（蒼井享介 ソロVer.）
歌：蒼井享介（山谷祥生）
10. LEADING YOUR DREAM（蒼井悠介 ソロVer.）
歌：蒼井悠介（菊池勇成）

### THE IDOLM@STER SideM 3rd ANNIVERSARY SOLO COLLECTION
『THE IDOLM@STER SideM 3rdLIVE TOUR』（2018年2月）会場先行販売CD。01は幕張、02は仙台、03は福岡会場から順次発売。
収録曲（01）
1. Reversed Masquerade（神谷幸広 ソロVer.）
歌：神谷幸広（狩野翔）
2. Reversed Masquerade（東雲荘一郎 ソロVer.）
歌：東雲荘一郎（天﨑滉平）
3. Reversed Masquerade（アスラン＝ベルゼビュートII世 ソロVer.）
歌：アスラン＝ベルゼビュートII世（古川慎）
4. Reversed Masquerade（卯月巻緒 ソロVer.）
歌：卯月巻緒（児玉卓也）
5. Reversed Masquerade（水嶋咲 ソロVer.）
歌：水嶋咲（小林大紀）
6. Tone's Destiny（神楽麗 ソロVer.）
歌：神楽麗（永野由祐）
7. Tone's Destiny（都築圭 ソロVer.）
歌：都築圭（土岐隼一）
8. Symphonic Brave（葛之葉雨彦 ソロVer.）
歌：葛之葉雨彦（笠間淳）
9. Symphonic Brave（北村想楽 ソロVer.）
歌：北村想楽（汐谷文康）
10. Symphonic Brave（古論クリス ソロVer.）
歌：古論クリス（駒田航）

収録曲（02）
1. Swing Your Leaves（握野英雄 ソロVer.）
歌：握野英雄（熊谷健太郎）
2. Swing Your Leaves（木村龍 ソロVer.）
歌：木村龍（濱健人）
3. Swing Your Leaves（信玄誠司 ソロVer.）
歌：信玄誠司（増元拓也）
4. 伝えたいのはこんなきもち（岡村直央 ソロVer.）
歌：岡村直央（矢野奨吾）
5. 伝えたいのはこんなきもち（橘志狼 ソロVer.）
歌：橘志狼（古畑恵介）
6. 伝えたいのはこんなきもち（姫野かのん ソロVer.）
歌：姫野かのん（村瀬歩）
7. ♡Cupids!（秋月涼 ソロVer.）
歌：秋月涼（三瓶由布子）
8. ♡Cupids!（九十九一希 ソロVer.）
歌：九十九一希（徳武竜也）
9. ♡Cupids!（兜大吾 ソロVer.）
歌：兜大吾（浦尾岳大）

収録曲（03）
1. 桜彩（華村翔真 ソロVer.）
歌：華村翔真（バレッタ裕）
2. 桜彩（猫柳キリオ ソロVer.）
歌：猫柳キリオ（山下大輝）
3. 桜彩（清澄九郎 ソロVer.）
歌：清澄九郎（中田祐矢）
4. RIGHT WAY, SOUL MATE（紅井朱雀 ソロVer.）
歌：紅井朱雀（益山武明）
5. RIGHT WAY, SOUL MATE（黒野玄武 ソロVer.）
歌：黒野玄武（深町寿成）
6. RAY OF LIGHT（牙崎漣 ソロVer.）
歌：牙崎漣（小松昌平）
7. RAY OF LIGHT（大河タケル ソロVer.）
歌：大河タケル（寺島惇太）
8. RAY OF LIGHT（円城寺道流 ソロVer.）
歌：円城寺道流（濱野大輝）

## ユニット・リミックス盤
ライブイベントの物販商品として限定販売される、シリーズに収録されたユニット曲のユニット・リミックスを収録したCD。

### THE IDOLM@STER SideM 5th ANNIVERSARY UNIT COLLECTION -PRIDE STAR-
『THE IDOLM@STER SideM PRODUCER MEETING PRESENT FOR 315＠MBITIOUS!!!!!』（2020年3月開催）会場限定CD。「PRIDE STAR」のユニットバージョンを収録したアルバム。本作より九十九一希役の声優が比留間俊哉に交代となる。
収録曲
1. PRIDE STAR（DRAMATIC STARS ver.）
歌：DRAMATIC STARS
2. PRIDE STAR（Jupiter ver.）
歌：Jupiter
3. PRIDE STAR（Altessimo ver.）
歌：Altessimo
4. PRIDE STAR（Beit ver.）
歌：Beit
5. PRIDE STAR（W ver.）
歌：W
6. PRIDE STAR（FRAME ver.）
歌：FRAME
7. PRIDE STAR（彩 ver.）
歌：彩
8. PRIDE STAR（High×Joker ver.）
歌：High×Joker
9. PRIDE STAR（神速一魂 ver.）
歌：神速一魂
10. PRIDE STAR（Café Parade ver.）
歌：Café Parade
11. PRIDE STAR（もふもふえん ver.）
歌：もふもふえん
12. PRIDE STAR（S.E.M ver.）
歌：S.E.M
13. PRIDE STAR（THE 虎牙道 ver.）
歌：THE 虎牙道
14. PRIDE STAR（F-LAGS ver.）
歌：F-LAGS
15. PRIDE STAR（Legenders ver.）
歌：Legenders

## インストゥルメンタル盤
THE IDOLM@STER SideM INSTRUMENTAL MUSIC COLLECTION 01
「5th ANNIVERSARY DISC」で収録された楽曲のインストゥルメンタル版を収録したアルバム。
THE IDOLM@STER SideM INSTRUMENTAL MUSIC COLLECTION 02
「2nd ANNIVERSARY DISC」「3rd ANNIVERSARY DISC」で収録された楽曲のインストゥルメンタル版を収録したアルバム。

### ユニットメンバー
1. 1 2 3 4 5 6 7 8  天道輝（仲村宗悟）、桜庭薫（内田雄馬）、柏木翼（八代拓）
2. 1 2 3 4 5 6 7 8 9 10  伊瀬谷四季（野上翔）、秋山隼人（千葉翔也）、若里春名（白井悠介）、冬美旬（永塚拓馬）、榊夏来（渡辺紘）
3. 1 2 3 4 5 6  鷹城恭二（梅原裕一郎）、ピエール（堀江瞬）、渡辺みのり（高塚智人）
4. 1 2 3 4 5 6 7 8  硲道夫（伊東健人）、舞田類（榎木淳弥）、山下次郎（中島ヨシキ）
5. 1 2 3 4 5 6  天ヶ瀬冬馬（寺島拓篤）、御手洗翔太（松岡禎丞）、伊集院北斗（神原大地）
6. 1 2 3 4 5 6 7 8  蒼井享介（山谷祥生）、蒼井悠介（菊池勇成）
7. 1 2 3 4 5 6 7 8  神谷幸広（狩野翔）、東雲荘一郎（天﨑滉平）、アスラン＝ベルゼビュートII世（古川慎）、卯月巻緒（児玉卓也）、水嶋咲（小林大紀）
8. 1 2 3 4 5 6 7 8 9 10  都築圭（土岐隼一）、神楽麗（永野由祐）
9. 1 2 3 4 5 6 7 8  葛之葉雨彦（笠間淳）、北村想楽（汐谷文康）、古論クリス（駒田航）
10. 1 2 3 4 5 6 7 8  握野英雄（熊谷健太郎）、木村龍（濱健人）、信玄誠司（増元拓也）
11. 1 2 3 4 5 6 7 8  岡村直央（矢野奨吾）、橘志狼（古畑恵介）、姫野かのん（村瀬歩）
12. 1 2 3 4 5 6 7  秋月涼（三瓶由布子）、兜大吾（浦尾岳大）、九十九一希（徳武竜也）
13. 1 2 3 4 5 6 7 8 9 10  猫柳キリオ（山下大輝）、華村翔真（バレッタ裕）、清澄九郎（中田祐矢）
14. 1 2 3 4 5 6 7 8  紅井朱雀（益山武明）、黒野玄武（深町寿成）
15. 1 2 3 4 5 6  大河タケル（寺島惇太）、円城寺道流（濱野大輝）、牙崎漣（小松昌平）
16. 1 2 3  天ヶ瀬冬馬（寺島拓篤）、御手洗翔太（松岡禎丞）、伊集院北斗（神原大地）、天道輝（仲村宗悟）、桜庭薫（内田雄馬）、柏木翼（八代拓）、都築圭（土岐隼一）、神楽麗（永野由祐）、鷹城恭二（梅原裕一郎）、ピエール（堀江瞬）、渡辺みのり（高塚智人）、伊瀬谷四季（野上翔）、秋山隼人（千葉翔也）、若里春名（白井悠介）、冬美旬（永塚拓馬）、榊夏来（渡辺紘）、蒼井享介（山谷祥生）、蒼井悠介（菊池勇成）、硲道夫（伊東健人）、舞田類（榎木淳弥）、山下次郎（中島ヨシキ）、清澄九郎（中田祐矢）、猫柳キリオ（山下大輝）、華村翔真（バレッタ裕）、握野英雄（熊谷健太郎）、木村龍（濱健人）、信玄誠司（増元拓也）、紅井朱雀（益山武明）、黒野玄武（深町寿成）、神谷幸広（狩野翔）、東雲荘一郎（天﨑滉平）、アスラン＝ベルゼビュートII世（古川慎）、卯月巻緒（児玉卓也）、水嶋咲（小林大紀）、大河タケル（寺島惇太）、円城寺道流（濱野大輝）、牙崎漣（小松昌平）、岡村直央（矢野奨吾）、橘志狼（古畑恵介）、姫野かのん（村瀬歩）、秋月涼（三瓶由布子）、兜大吾（浦尾岳大）、九十九一希（徳武竜也）、葛之葉雨彦（笠間淳）、北村想楽（汐谷文康）、古論クリス（駒田航）
17. ↑  秋月涼（三瓶由布子）、兜大吾（浦尾岳大）、九十九一希（比留間俊哉）